# L'innocent (pel·lícula de 1993)
L'Innocent (títol original: The Innocent) és una pel·lícula germano-britànica dirigida per John Schlesinger estrenada l'any 1993. Ha estat doblada al català.

## Argument
El film té lloc després de la Segona Guerra Mundial (1939-1945) als anys 1950 a Berlín, al cor de la guerra freda. L'Operació Gold consisteix a cavar un túnel sota del sector rus de Berlín.
Un jove enginyer hi es enviat. Allà s' enamorarà d'una dona misteriosa.

## Repartiment
- Anthony Hopkins: Bob Glass
- Isabella Rossellini: Maria
- Campbell Scott: Leonard Markham
- Ronald Nitschke: Otto
- Hart Bochner: Russell
- James Grant: Macnamee
- Jeremy Sinden: Capità Lofting
- Richard Durden: Black
- Corey Johnson: Lou
- Richard Good: Piper